# Itabela
Itabela este un oraș în statul Bahia (BA) din Brazilia.